# كرايغ براون
كرايغ براون (بالإنجليزية: Craig Brown)‏ (25 يناير 1954 في أستراليا - ) هو لاعب كريكت أسترالي. لعب مع فريق تسمانيا للكريكت.

## وصلات خارجية
- كرايغ براون على موقع إي آس بي آن كريك إنفو (الإنجليزية)